# 라이온 (기업)
라이온 주식회사(ライオン株式会社, Lion Corporation)는 세제, 비누, 치약 등 생활용품, 화장품, 기능성식품, 의약품, 화학품을 다루는 일본 굴지의 기업이다. 본사는 도쿄도 다이토구 구라마에가 있다.
대한민국에서는 자회사 라이온코리아를 통해 생활용품 사업에 진출하고 있다. 1997년부터 일본에서 판매되고 있는 핸드워시 '키레이키레이(キレイキレイ)'는 한국에서는 '아이! 깨끗해'라는 이름으로 출시되고 있다.

## 역사
- 1891년 10월 30일 고바야시 도미지로 상점 개설
- 1910년 합자회사 라이온 비누 공장을 설립
- 1918년 9월 주식회사 고바야시 상점 (T.Kobayashi & Company)을 설립
- 1919년 라이온 비누 주식회사를 분리
- 1940년 라이온 비누 주식회사를 라이온 유지 주식회사으로 개칭
- 1949년 라이온 치마 주식회사를 회사명 변경
- 1991년 창업 100주년을 기회로 코퍼레이트 아이덴티티 도입, 현재의 LION 로고 변경
- 2004년 - CJ그룹의 생활용품부문을 인수하여 한국시장 진출

## 관련 TV프로그램

### 후지 TV 계열
- 라이온 사모님 극장 (1964~19844년)
- 라이온의 받습니다 (1984~1989년)
- 라이온의 받습니다 2 (1989~1990년)
- 라이온의 안녕 (1991년~현재)

## 같이 보기
- 라이온코리아